# Thelepus antarcticus
Thelepus antarcticus är en ringmaskart som beskrevs av Johan Gustaf Hjalmar Kinberg 1866. Thelepus antarcticus ingår i släktet Thelepus och familjen Terebellidae. Inga underarter finns listade i Catalogue of Life.